# Cyclocross Dublin
Der Cyclocross Dublin ist ein Rennen des UCI-Cyclocross-Weltcups, das seit 2022 in der irischen Hauptstadt Dublin stattfindet.

## Geschichte
Ein Weltcup-Rennen in Dublin war ursprünglich für Oktober 2020 geplant, im Zuge einer geplanten Erweiterung und Internationalisierung dieser Rennserie. Da jedoch die Corona-Pandemie eine Verlegung der Straßensaison bis weit in den Herbst erzwang, wurde dieses Ansinnen wieder aufgegeben und erst zwei Jahre später umgesetzt. Die Wettkämpfe finden auf dem National Sports Campus am westlichen Stadtrand statt, auf dem sich unter anderem der Sitz des irischen Radsportverbands Cycling Ireland befindet.
Die erste Austragung des Rennens machte unter anderem durch eine Aufholjagd Wout van Aerts von sich reden, der das Rennen gewann, obwohl er mehrmals den Anschluss an die Spitzengruppe verloren hatte; unter anderem hatte sich der Putzlappen eines Mechanikers in seinem Rad verfangen. Obwohl der Parcours auf positives Echo stieß, war das Teilnehmerfeld der beiden ersten Ausgaben reduziert. Als Gründe wurden logistische Probleme, hohe Reisekosten sowie Zollformalitäten infolge des Brexits genannt.

## Siegerliste

### Männer
- 2022:  Wout van Aert
- 2023:  Pim Ronhaar
- 2024:  Michael Vanthourenhout

### Frauen
- 2022:  Fem van Empel
- 2023:  Lucinda Brand
- 2024:  Lucinda Brand